# Республика Корея на летних Олимпийских играх 2024

## Квалификация
| № п/п | Вид спорта            | Мужчины        | Мужчины                | Женщины        | Женщины                | Всего          | Всего                  |
| № п/п | Вид спорта            | Завоевано квот | Количество спортсменов | Завоевано квот | Количество спортсменов | Завоевано квот | Количество спортсменов |
| ----- | --------------------- | -------------- | ---------------------- | -------------- | ---------------------- | -------------- | ---------------------- |
| 1     | Бадминтон             | 2              | 4                      | 4              | 8                      | 8              | 12                     |
| 2     | Бокс                  |                |                        | 1              | 1                      | 1              | 1                      |
| 3     | Борьба                | 2              | 2                      |                |                        | 2              | 2                      |
| 4     | Велоспорт             | 1              | 1                      | 1              | 1                      | 2              | 2                      |
| 5     | Гандбол               |                |                        | 1              | 14                     | 1              | 14                     |
| 6     | Спортивная гимнастика | 3              | 3                      | 5              | 5                      | 8              | 8                      |
| 7     | Лёгкая атлетика       | 1              | 1                      |                |                        | 1              | 1                      |
| 8     | Настольный теннис     | 3              | 3                      | 3              | 3                      | 7              | 6                      |
| 9     | Парусный спорт        | 1              | 1                      |                |                        | 1              | 1                      |
| 10    | Плавание              | 11             | 12                     | 3              | 3                      | 14             | 15                     |
| 11    | Прыжки в воду         | 2              | 2                      | 1              | 1                      | 3              | 3                      |
| 12    | Синхронное плавание   |                |                        | 1              | 2                      | 1              | 2                      |
| 13    | Современное пятиборье | 1              | 1                      | 1              | 1                      | 2              | 2                      |
| 14    | Стрельба              | 5              | 5                      | 10             | 10                     | 15             | 15                     |
| 15    | Стрельба из лука      | 4              | 3                      | 4              | 3                      | 9              | 6                      |
| 16    | Тхэквондо             | 2              | 2                      | 2              | 2                      | 4              | 4                      |
| 17    | Тяжёлая атлетика      | 3              | 3                      | 2              | 2                      | 5              | 5                      |
| 18    | Фехтование            | 6              | 5                      | 8              | 6                      | 14             | 11                     |
|       | ИТОГО                 | 47             | 48                     | 47             | 62                     | 98             | 110                    |

## Медали
| Медаль | Спортсмен(ы)                     | Вид спорта       | Дисциплина                                         | Дата             |
| ------ | -------------------------------- | ---------------- | -------------------------------------------------- | ---------------- |
| 1      | О Сан Ук                         | Фехтование       | Сабля, мужчины                                     | 27 июля 2024 год |
| 1      | О Е Джин                         | Стрельба         | Пневматический пистолет, 10 метров, женщины        | 28 июля 2024 год |
| 1      | Чон Хон Ён Лим Си Хён Нам Су Хён | Стрельба из лука | Командное первенство                               | 28 июля 2024 год |
| 1      | Бен Хе Джин                      | Стрельба         | Пневматическая винтовка, 10 м, женщины             | 29 июля 2024 год |
| 2      | Кюм Джихун Пак Хаюн              | Стрельба         | Стрельба из пневматической винтовки, 10 м, команда | 27 июля 2024 год |
| 2      | Ким Е Джи                        | Стрельба         | Пневматический пистолет, 10 метров, женщины        | 28 июля 2024 год |
| 3      | Ким Ву Мин                       | Плавание         | 400 м вольный стиль, мужчины                       | 27 июля 2024 год |

| Вид спорта | 1 | 2 | 3 | Всего |
| Стрельба   | 1 | 2 |   | 3     |
| Плавание   |   |   | 1 | 1     |
| Фехтование | 1 |   |   | 1     |

| Медали по датам | Медали по датам | Медали по датам | Медали по датам | Медали по датам | Медали по датам |
| --------------- | --------------- | --------------- | --------------- | --------------- | --------------- |
| Дата            | 1               | 2               | 3               | Всего           |                 |
| 27 июля         | 1               | 1               | 1               | 3               |                 |
| 28 июля         | 2               | 1               |                 | 3               |                 |
| 29 июля         | 2               | 1               |                 | 3               |                 |

## Состав команды
Бадминтон
1. Чон Хёк Чин
2. Кан Мин Хёк
3. Со Сон Чэ
4. Ким Вон Хо
5. Ан Сеён
6. Ким Ка Ын
7. Пэк Ха На
8. Ли Со Хи
9. Ким Со Йон
10. Кон Хи Йон
11. Чхэ Ю Чун
12. Чон На Ын

 Бокс
1. О Ён Джи

 Борьба
Греко-римская борьба
1. Ким Сын Джун
2. Ли Сын Чан

Велоспорт
 Шоссейный велоспорт
1. Квота1
2. Квота2

 Гандбол
1. Квота1
2. Квота2
3. Квота3
4. Квота4
5. Квота5
6. Квота6
7. Квота7
8. Квота8
9. Квота9
10. Квота10
11. Квота11
12. Квота12
13. Квота13
14. Квота14

Гимнастика
 Спортивная гимнастика
1. Ли Чжун Хо[англ.]
2. Рю Сон Хён[англ.]
3. Квота3
4. Ё Со Джон
5. Ом То Хён[англ.]
6. Ли Да Ён[англ.]
7. Ли Юн Со[англ.]
8. Син Соль И[англ.]

 Лёгкая атлетика
1. У Сан Хёк

 Настольный теннис
1. Квота1
2. Квота2
3. Квота3
4. Квота4
5. Квота5
6. Квота6

 Парусный спорт
1. Квота1

 Плавание
1. Чи Юй-тян[англ.]
2. Хван Сон У
3. Ли Хо Чжун[англ.]
4. Ким У Мин[англ.]
5. Ли Чжу Хо[англ.]
6. Чхве Тон Ёль[англ.]
7. Квота7
8. Квота8
9. Квота9
10. Квота10
11. Квота11
12. Квота12
13. Ли Ын Чи[англ.]
14. Ким Со Йон[англ.]
15. Квота3

 Прыжки в воду
1. У Ха Рам[англ.]
2. Ким Ён Тхэ
3. Ким Су Джи

 Синхронное плавание
1. Квота1
2. Квота2

 Современное пятиборье
1. Чон Ун Тхэ[англ.]
2. Ким Сон У[англ.]

 Стрельба
1. Чо Дэ Хан[англ.]
2. Ли Вон Хо[англ.]
3. Ли Гон Хёк[англ.]
4. Сон Чон Хо[англ.]
5. Ким Мин Су
6. Ли Ын Со[англ.]
7. Ким Че Хи[англ.]
8. Кым Чи Хён[англ.]
9. Квон Ын Чи[англ.]
10. Ким По Ми[англ.]
11. О Йе Чжин[англ.]
12. Ким Джан Ми
13. Ян Чи Ин[англ.]
14. Чо Сон А[англ.]
15. Чан Гук Хи[англ.]

 Стрельба из лука
1. Квота1
2. Квота2
3. Квота3
4. Квота4
5. Квота5
6. Квота6

 Тхэквондо
1. Чан Чун
2. Со Гон-ву[англ.]
3. Ким Ю Чжин
4. Ли Да Бин

 Тяжёлая атлетика
1. Пэк Чу Хё
2. Ю Дон Чу[англ.]
3. Чан Ён Хак
4. Ким Сухён
5. Пак Хэ Чон

 Фехтование
1. Ким Чэ Вон[англ.]
2. Ха Тхэ Гю[англ.]
3. Ку Бон Гиль
4. О Сан Ук
5. Пак Сан Вон[англ.]
6. Сон Се Ра[англ.]
7. Чхве Ин Джон
8. Ган Ён Ми[англ.]
9. Юн Чжи Со[англ.]
10. Чхве Се Пин[англ.]
11. Чон Ха Ён[англ.]

 Хоккей на траве
1. Квота1
2. Квота2
3. Квота3
4. Квота4
5. Квота5
6. Квота6
7. Квота7
8. Квота8
9. Квота9
10. Квота10
11. Квота11
12. Квота12
13. Квота13
14. Квота14
15. Квота15
16. Квота16

## Бадминтон
Южная Корея завоевала восемь квот на участие в олимпийском турнире по бадминтону в соответствии с Олимпийским рейтингом BWF.
Мужчины
| Спортсмен             | Категория | Группы        | Группы        | Группы        | Группы | Выбывание     | Четвертьфиналы | Полуфиналы    | Финал / За 3 место | Финал / За 3 место |
| Спортсмен             | Категория | Соперник Счет | Соперник Счет | Соперник Счет | Место  | Соперник Счет | Соперник Счет  | Соперник Счет | Соперник Счет      | Место              |
| --------------------- | --------- | ------------- | ------------- | ------------- | ------ | ------------- | -------------- | ------------- | ------------------ | ------------------ |
| Чон Хёк Чин           | Одиночный |               |               |               |        |               |                |               |                    |                    |
| Кан Мин Хёк Со Сон Чэ | Пары      |               |               |               |        | —             |                |               |                    |                    |

Женщины
| Спортсмен             | Категория | Группы        | Группы        | Группы        | Группы | Выбывание     | Четвертьфиналы | Полуфиналы    | Финал / За 3 место | Финал / За 3 место |
| Спортсмен             | Категория | Соперник Счет | Соперник Счет | Соперник Счет | Место  | Соперник Счет | Соперник Счет  | Соперник Счет | Соперник Счет      | Место              |
| --------------------- | --------- | ------------- | ------------- | ------------- | ------ | ------------- | -------------- | ------------- | ------------------ | ------------------ |
| Ан Сеён               | Одиночный |               |               |               |        |               |                |               |                    |                    |
| Ким Ка Ын             | Одиночный |               |               |               |        |               |                |               |                    |                    |
| Пэк Ха На Ли Со Хи    | Пары      |               |               |               |        | —             |                |               |                    |                    |
| Ким Со Йон Кон Хи Йон | Пары      |               |               |               |        | —             |                |               |                    |                    |

Микст
| Спортсмен            | Категория | Группы        | Группы        | Группы        | Группы | Четвертьфиналы | Полуфиналы    | Финал / За 3 место | Финал / За 3 место |
| Спортсмен            | Категория | Соперник Счет | Соперник Счет | Соперник Счет | Место  | Соперник Счет  | Соперник Счет | Соперник Счет      | Место              |
| -------------------- | --------- | ------------- | ------------- | ------------- | ------ | -------------- | ------------- | ------------------ | ------------------ |
| Со Сон Чэ Чхэ Ю Чун  | Микст     |               |               |               |        |                |               |                    |                    |
| Ким Вон Хо Чон На Ын | Микст     |               |               |               |        |                |               |                    |                    |

## Бокс
Южная Корея завоевала одно место в турнир по боксу на Втором мировом Олимпийском квалификационном турнире 2024 года в Бангкоке, Таиланд.
| Спортсмен | Категория        | 1 раунд            | 1/8 финала         | Четвертьфиналы     | Полуфиналы         | Финал              | Финал |
| Спортсмен | Категория        | Соперник Результат | Соперник Результат | Соперник Результат | Соперник Результат | Соперник Результат | Место |
| --------- | ---------------- | ------------------ | ------------------ | ------------------ | ------------------ | ------------------ | ----- |
| О Ён Джи  | Женщины до 60 кг | 0                  |                    |                    |                    |                    |       |

## Борьба
Южная Корея завоевала два места в соревнования по греко-римской борьбе на Азиатском квалификационном турнире 2024 года в Бишкеке, Кыргызстан.
Греко-римская борьба
| Спортсмен    | Категория         | 1/8 финала         | Четвертьфиналы     | Полуфиналы         | Утеш.поединки      | Финал / За 3 место | Финал / За 3 место |
| Спортсмен    | Категория         | Соперник Результат | Соперник Результат | Соперник Результат | Соперник Результат | Соперник Результат | Место              |
| ------------ | ----------------- | ------------------ | ------------------ | ------------------ | ------------------ | ------------------ | ------------------ |
| Ким Сын Джун | Мужчины до 97 кг  |                    |                    |                    |                    |                    |                    |
| Ли Сын Чан   | Мужчины до 130 кг |                    |                    |                    |                    |                    |                    |

## Велоспорт

### Шоссейные велогонки
Южная Корея получила по одному месту для участия в женской и мужской групповых гонках на шоссе по результатам рейтинга UCI. 
Мужчины
| Спортсмен | Дисциплина      | Время | Место |
| --------- | --------------- | ----- | ----- |
|           | Групповая гонка |       |       |

Женщины
| Спортсмен | Дисциплина      | Время | Место |
| --------- | --------------- | ----- | ----- |
|           | Групповая гонка |       |       |

## Гандбол
Женская сборная Южной Кореи по гандболу отобралась для участия в олимпийском турнире благодаря победе на Азиатском квалификационном турнире 2023 года в Хиросиме, Япония.
| Команда     | Соревнование   | Групповая стадия | Групповая стадия | Групповая стадия | Групповая стадия | Групповая стадия | Групповая стадия | Четвертьфиналы | Полуфиналы    | Финал / За 3 место | Финал / За 3 место |
| Команда     | Соревнование   | Соперник Счёт    | Соперник Счёт    | Соперник Счёт    | Соперник Счёт    | Соперник Счёт    | Место            | Соперник Счёт  | Соперник Счёт | Соперник Счёт      | Место              |
| ----------- | -------------- | ---------------- | ---------------- | ---------------- | ---------------- | ---------------- | ---------------- | -------------- | ------------- | ------------------ | ------------------ |
| Южная Корея | Женский турнир | Германия         | Словения         | Норвегия         | Швеция           | Дания            |                  |                |               |                    |                    |

### Женский турнир
Состав команды
- Команда из 14 игроков

## Гимнастика спортивная
Южная Корея завоевала на Чемпионате мира по спортивной гимнастике 2023 года в Антверпене, Бельгия право выставить команду и пять спортсменов в личном многоборье у женщин, а также двух спортсменов в личном многоборье у женщин. Еще одно место в женское многоборье Южная Корея получила по результатам Серии этапов Кубка мира 2024 года.

### Мужчины
| Спортсмен  | Дисциплина | Квалификация | Квалификация | Квалификация | Квалификация | Квалификация | Квалификация | Квалификация | Квалификация | Финал   | Финал   | Финал   | Финал   | Финал   | Финал   | Финал | Финал |
| Спортсмен  | Дисциплина | Снаряды      | Снаряды      | Снаряды      | Снаряды      | Снаряды      | Снаряды      | Всего        | Место        | Снаряды | Снаряды | Снаряды | Снаряды | Снаряды | Снаряды | Всего | Место |
| Спортсмен  | Дисциплина | В            | КН           | КО           | ОП           | ПБ           | П            | Всего        | Место        | В       | КН      | КО      | ОП      | ПБ      | П       | Всего | Место |
| ---------- | ---------- | ------------ | ------------ | ------------ | ------------ | ------------ | ------------ | ------------ | ------------ | ------- | ------- | ------- | ------- | ------- | ------- | ----- | ----- |
| Ли Чжун Хо | Многоборье |              |              |              |              |              |              |              |              |         |         |         |         |         |         |       |       |
| Рю Сон Хён | Многоборье |              |              |              |              |              |              |              |              |         |         |         |         |         |         |       |       |
|            | Многоборье |              |              |              |              |              |              |              |              |         |         |         |         |         |         |       |       |

### Женщины
| Спортсмен  | Дисциплина | Квалификация                      | Квалификация                      | Квалификация                      | Квалификация                      | Квалификация                      | Квалификация                      | Финал   | Финал   | Финал   | Финал   | Финал | Финал |
| Спортсмен  | Дисциплина | Снаряды                           | Снаряды                           | Снаряды                           | Снаряды                           | Всего                             | Место                             | Снаряды | Снаряды | Снаряды | Снаряды | Всего | Место |
| Спортсмен  | Дисциплина | ОП                                | РБ                                | Б                                 | В                                 | Всего                             | Место                             | ОП      | РБ      | Б       | В       | Всего | Место |
| ---------- | ---------- | --------------------------------- | --------------------------------- | --------------------------------- | --------------------------------- | --------------------------------- | --------------------------------- | ------- | ------- | ------- | ------- | ----- | ----- |
| Ё Со Джон  | Команды    |                                   |                                   |                                   |                                   |                                   |                                   |         |         |         |         | —     | —     |
| Ом То Хён  | Команды    |                                   |                                   |                                   |                                   |                                   |                                   |         |         |         |         | —     | —     |
| Ли Да Ён   | Команды    |                                   |                                   |                                   |                                   |                                   |                                   |         |         |         |         | —     | —     |
| Ли Юн Со   | Команды    |                                   |                                   |                                   |                                   |                                   |                                   |         |         |         |         | —     | —     |
| Син Соль И | Команды    |                                   |                                   |                                   |                                   |                                   |                                   |         |         |         |         | —     | —     |
| Всего      | Команды    |                                   |                                   |                                   |                                   |                                   |                                   |         |         |         |         |       |       |
|            | Многоборье | См. результаты командного турнира | См. результаты командного турнира | См. результаты командного турнира | См. результаты командного турнира | См. результаты командного турнира | См. результаты командного турнира |         |         |         |         |       |       |
|            | Многоборье | См. результаты командного турнира |                                   |                                   |                                   |                                   |                                   |         |         |         |         |       |       |

## Легкая атлетика
Корейские легкоатлеты выполнили нормативы для участия в Играх 2024 года, пройдя прямую квалификацию или по мировому рейтингу, в следующих соревнованиях (максимум по 3 спортсмена в каждом):
Технические дисциплины
Мужчины
| Спортсмен | Дисциплина      | Полуфиналы | Полуфиналы | Финал     | Финал |
| Спортсмен | Дисциплина      | Результат  | Место      | Результат | Место |
| --------- | --------------- | ---------- | ---------- | --------- | ----- |
| У Сан Хёк | Прыжки в высоту |            |            |           |       |

## Настольный теннис
Япония завоевала право выставить мужскую и женскую команду, а также автоматически по два игрока в мужском и женском индивидуальных турнирах по итогам Чемпионата мира по настольному теннису среди команд 2024 в Пусане, Корея.
| Спортсмен | Дисциплина      | Предварит.         | 1 Раунд            | 2 Раунд            | 3 Раунд            | 1/8                | Четвертьфиналы     | Полуфиналы         | Финал / За 3 место | Финал / За 3 место |
| Спортсмен | Дисциплина      | Соперник Результат | Соперник Результат | Соперник Результат | Соперник Результат | Соперник Результат | Соперник Результат | Соперник Результат | Соперник Результат | Место              |
| --------- | --------------- | ------------------ | ------------------ | ------------------ | ------------------ | ------------------ | ------------------ | ------------------ | ------------------ | ------------------ |
|           | Мужчины личное  |                    |                    |                    |                    |                    |                    |                    |                    |                    |
|           |                 |                    |                    |                    |                    |                    |                    |                    |                    |                    |
|           | Мужчины команды | —                  | —                  | —                  | —                  |                    |                    |                    |                    |                    |
|           | Женщины личное  |                    |                    |                    |                    |                    |                    |                    |                    |                    |
|           |                 |                    |                    |                    |                    |                    |                    |                    |                    |                    |
|           | Женщины команды | —                  | —                  | —                  | —                  |                    |                    |                    |                    |                    |

## Парусный спорт
Южная Корея завоевала право выставить одну лодку (яхту) в нижеследующих классах судов по результатам регаты «Последний шанс» 2024 года в Йере, Франция. 
Медальные гонки
| Спортсмен | Дисциплина     | Гонка | Гонка | Гонка | Гонка | Гонка | Гонка | Гонка | Гонка | Гонка | Гонка | Гонка | Гонка | Гонка | Гонка | Гонка | Гонка | Баллы | Место |
| Спортсмен | Дисциплина     | 1     | 2     | 3     | 4     | 5     | 6     | 7     | 8     | 9     | 10    | 11    | 12    | 13    | 14    | 15    | M*    | Баллы | Место |
| --------- | -------------- | ----- | ----- | ----- | ----- | ----- | ----- | ----- | ----- | ----- | ----- | ----- | ----- | ----- | ----- | ----- | ----- | ----- | ----- |
|           | Мужчины ILCA 7 |       |       |       |       |       |       |       |       |       |       | —     | —     | —     | —     | —     |       |       |       |

## Плавание
Корейские пловцы выполнили требования для участия в нижеследующих дисциплинах плавательного турнира Олимпиады (максимум два пловца, выполнивших Олимпийский квалификационный норматив (OST) или, возможно, Олимпийский рассматриваемый норматив (OCT)). 
Мужчины
| Спортсмен    | Дисциплина                | Заплывы | Заплывы | Полуфиналы | Полуфиналы | Финал   | Финал |
| Спортсмен    | Дисциплина                | Время   | Место   | Время      | Место      | Время   | Место |
| ------------ | ------------------------- | ------- | ------- | ---------- | ---------- | ------- | ----- |
| Чи Юй-тян    | 50 м вольный стиль        |         |         |            |            |         |       |
| Хван Сон У   | 100 м вольный стиль       |         |         |            |            |         |       |
| Хван Сон У   | 200 м вольный стиль       |         |         |            |            |         |       |
| Ли Хо Чжун   | 200 м вольный стиль       |         |         |            |            |         |       |
| Ким У Мин    | 400 м вольный стиль       | 3:45.60 | 7       | —          | —          | 3:42.50 | 3     |
| Ким У Мин    | 800 м вольный стиль       |         |         | —          | —          |         |       |
| Ли Чжу Хо    | 100 м на спине            |         |         |            |            |         |       |
| Ли Чжу Хо    | 200 м на спине            |         |         |            |            |         |       |
| Чхве Тон Ёль | 100 м брасс               |         |         |            |            |         |       |
|              | 4 × 200 м вольный стиль   |         |         | —          | —          |         |       |
|              | 4 × 100 м комбинированная |         |         | —          | —          |         |       |

Женщины
| Спортсмен  | Дисциплина     | Заплывы | Заплывы | Полуфиналы | Полуфиналы | Финал | Финал |
| Спортсмен  | Дисциплина     | Время   | Место   | Время      | Место      | Время | Место |
| ---------- | -------------- | ------- | ------- | ---------- | ---------- | ----- | ----- |
| Ли Ын Чи   | 200 м на спине |         |         |            |            |       |       |
| Ким Со Йон | 200 м комплекс |         |         |            |            |       |       |

Микст
| Спортсмен | Дисциплина                | Заплывы | Заплывы | Финал | Финал |
| Спортсмен | Дисциплина                | Время   | Место   | Время | Место |
| --------- | ------------------------- | ------- | ------- | ----- | ----- |
|           | 4 × 100 м комбинированная |         |         |       |       |

## Прыжки в воду
Южная Корея завоевала одно место на 10-метровой вышке у мужчин по результатам Чемпионата мира по водным видам спорта 2023 года в Фукуоке, Япония и два места – на 3-метровом трамплине у мужчин и женщин – на Чемпионате мира по водным видам спорта 2024 года в Дохе, Катар.
| Спортсмен  | Дисциплина                  | Квалификация | Квалификация | Полуфинал | Полуфинал | Финал | Финал |
| Спортсмен  | Дисциплина                  | Баллы        | Место        | Баллы     | Место     | Баллы | Место |
| ---------- | --------------------------- | ------------ | ------------ | --------- | --------- | ----- | ----- |
| У Ха Рам   | Мужчины 3-метровый трамплин |              |              |           |           |       |       |
| Ким Ён Тхэ | Мужчины 10-метровая вышка   |              |              |           |           |       |       |
| Ким Су Джи | Женщины 3-метровый трамплин |              |              |           |           |       |       |

## Синхронное плавание
Южная Корея завоевала право выставить дуэт в олимпийском турнире по синхронному плаванию по итогам Чемпионата мира по водным видам спорта 2024 года в Дохе, Катар.
| Спортсмен | Дисциплина | Техническая программа | Техническая программа | Произвольная программа | Произвольная программа | Акробатическая программа | Акробатическая программа | Сумма | Сумма |
| Спортсмен | Дисциплина | Баллы                 | Место                 | Баллы                  | Место                  | Баллы                    | Место                    | Баллы | Место |
| --------- | ---------- | --------------------- | --------------------- | ---------------------- | ---------------------- | ------------------------ | ------------------------ | ----- | ----- |
|           | Дуэты      |                       |                       |                        |                        | —                        | —                        |       |       |

## Современное пятиборье
Корейские пятиборцы завоевали именные квоты на участие в мужском и женском олимпийских турнирах на Азиатских играх 2023 года в Ханчжоу, Китай.
| Спортсмен  | Дисциплина     | Фехтование (шпага до 1 укола) | Фехтование (шпага до 1 укола) | Фехтование (шпага до 1 укола) | Фехтование (шпага до 1 укола) | Плавание (200 м вольный стиль) | Плавание (200 м вольный стиль) | Плавание (200 м вольный стиль) | Конный спорт (конкур) | Конный спорт (конкур) | Конный спорт (конкур) | Комбинация: стрельба и бег (10 м пистолет)/(3200 м) | Комбинация: стрельба и бег (10 м пистолет)/(3200 м) | Комбинация: стрельба и бег (10 м пистолет)/(3200 м) | Сумма | Место |
| Спортсмен  | Дисциплина     | ОР                            | БР                            | Место                         | Баллы                         | Время                          | Место                          | Баллы                          | Штраф                 | Место                 | Баллы                 | Время                                               | Место                                               | Баллы                                               | Сумма | Место |
| ---------- | -------------- | ----------------------------- | ----------------------------- | ----------------------------- | ----------------------------- | ------------------------------ | ------------------------------ | ------------------------------ | --------------------- | --------------------- | --------------------- | --------------------------------------------------- | --------------------------------------------------- | --------------------------------------------------- | ----- | ----- |
| Чон Ун Тхэ | Мужской турнир |                               |                               |                               |                               |                                |                                |                                |                       |                       |                       |                                                     |                                                     |                                                     |       |       |
| Ким Сон У  | Женский турнир |                               |                               |                               |                               |                                |                                |                                |                       |                       |                       |                                                     |                                                     |                                                     |       |       |

## Стрельба
Южная Корея завоевала пятнадцать мест в различных дисциплинах олимпийского турнира стрелков через различные этапы отбора, включая Чемпионаты мира по стрельбе 2022 и 2023 годоы, чемпионаты Азии 2023 и 2024 годов.
Мужчины
| Спортсмен  | Дисциплина                         | Квалификация | Квалификация | Полуфинал | Полуфинал | Финал | Финал |
| Спортсмен  | Дисциплина                         | Баллы        | Место        | Баллы     | Место     | Баллы | Место |
| ---------- | ---------------------------------- | ------------ | ------------ | --------- | --------- | ----- | ----- |
| Чо Дэ Хан  | Пневматическая винтовка, 10 метров |              |              |           |           |       |       |
| Ли Вон Хо  | Пневматический пистолет, 10 м      |              |              |           |           |       |       |
| Ли Гон Хёк | Скорострельный пистолет, 25 метров |              |              |           |           |       |       |
| Сон Чон Хо | Скорострельный пистолет, 25 метров |              |              |           |           |       |       |
| Ким Мин Су | Скит                               |              |              |           |           |       |       |

Женщины
| Спортсмен   | Дисциплина                            | Квалификация | Квалификация | Полуфинал     | Полуфинал     | Финал | Финал |
| Спортсмен   | Дисциплина                            | Баллы        | Место        | Баллы         | Место         | Баллы | Место |
| ----------- | ------------------------------------- | ------------ | ------------ | ------------- | ------------- | ----- | ----- |
| Ли Ын Со    | Винтовка из трёх положений, 50 метров |              |              |               |               |       |       |
| Ким Че Хи   | Винтовка из трёх положений, 50 метров |              |              |               |               |       |       |
| Кым Чи Хён  | Пневматическая винтовка, 10 метров    |              |              |               |               |       |       |
| Квон Ын Чи  | Пневматическая винтовка, 10 метров    |              |              |               |               |       |       |
| Ким Е Джи   | Пневматический пистолет, 10 м         | 578          | 5            | не проводится | не проводится | 241.3 | 2     |
| О Е Джин    | Пневматический пистолет, 10 м         | 582          | 2            | не проводится | не проводится | 243.2 | 1     |
| Ким Джан Ми | Пистолет, 25 метров                   |              |              |               |               |       |       |
| Ян Чи Ин    | Пистолет, 25 метров                   |              |              |               |               |       |       |
| Чо Сон А    | Трап                                  |              |              |               |               |       |       |
| Чан Гук Хи  | Скит                                  |              |              |               |               |       |       |

Микст
| Спортсмен           | Дисциплина                         | Квалификация | Квалификация | Полуфинал     | Полуфинал     | Финал | Финал |
| Спортсмен           | Дисциплина                         | Баллы        | Место        | Баллы         | Место         | Баллы | Место |
| ------------------- | ---------------------------------- | ------------ | ------------ | ------------- | ------------- | ----- | ----- |
| Кюм Джихун Пак Хаюн | Пневматическая винтовка, 10 метров | 631.4        | 2            | не проводится | не проводится | 12    | 2     |
|                     | Пневматический пистолет, 10 метров |              |              |               |               |       |       |
|                     | Скит                               |              |              |               |               |       |       |

## Стрельба из лука
Южная Корея обеспечила себе по результатам Чемпионате мира по стрельбе из лука 2023 года в Берлине, Германия максимальное участие в мужских и женских соревнованиях, получив право выставить команды и трех участников в личном первенстве. Квалифицировав, как минимум, по одному участнику в женский и мужской личные турнире, Южная Корея автоматически получила право на участие в миксте.
| Спортсмен | Дисциплина                        | Предварительный раунд | Предварительный раунд | 1/64          | 1/32          | 1/16          | Четвертьфиналы | Полуфиналы    | Финал / За 3 место | Финал / За 3 место |
| Спортсмен | Дисциплина                        | Результат             | Посев                 | Соперник Счет | Соперник Счет | Соперник Счет | Соперник Счет  | Соперник Счет | Соперник Счет      | Место              |
| --------- | --------------------------------- | --------------------- | --------------------- | ------------- | ------------- | ------------- | -------------- | ------------- | ------------------ | ------------------ |
|           | Мужчины индивидуальное первенство |                       |                       | 0             |               |               |                |               |                    |                    |
|           | Мужчины индивидуальное первенство |                       | 0                     |               |               |               |                |               |                    |                    |
|           | Мужчины индивидуальное первенство |                       | 0                     |               |               |               |                |               |                    |                    |
|           | Мужчины командное первенство      |                       |                       | —             | —             |               |                |               |                    |                    |
|           | Женщины индивидуальное первенство |                       |                       | 0             |               |               |                |               |                    |                    |
|           | Женщины индивидуальное первенство |                       | 0                     |               |               |               |                |               |                    |                    |
|           | Женщины индивидуальное первенство |                       | 0                     |               |               |               |                |               |                    |                    |
|           | Женщины командное первенство      |                       |                       | —             | —             |               |                |               |                    |                    |
|           | Микст команды                     |                       |                       | —             | —             | 0             |                |               |                    |                    |

## Тхэквондо
Южная Корея завоевала по два места в мужском и женском турнирах в соответствии с рейтингом WT и результатами Азиатского квалификационного турнира 2024 года в Тайане, Китай.
| Спортсмен  | Дисциплина          | Квалификация       | 1/8 финала         | Четвертьфиналы     | Полуфиналы         | Утеш. поединки     | Финал/За 3 место   | Финал/За 3 место |
| Спортсмен  | Дисциплина          | Соперник Результат | Соперник Результат | Соперник Результат | Соперник Результат | Соперник Результат | Соперник Результат | Место            |
| ---------- | ------------------- | ------------------ | ------------------ | ------------------ | ------------------ | ------------------ | ------------------ | ---------------- |
| Чан Чун    | Мужчины до 58 кг    |                    |                    |                    |                    |                    |                    |                  |
| Со Гон-ву  | Мужчины до 80 кг    |                    |                    |                    |                    |                    |                    |                  |
| Ким Ю Чжин | Женщины до 57 кг    |                    |                    |                    |                    |                    |                    |                  |
| Ли Да Бин  | Женщины свыше 67 кг |                    |                    |                    |                    |                    |                    |                  |

## Тяжёлая атлетика
Южная Корея получила пять квот – три в мужские и две в женские соревнования – в соответствии с олимпийским рейтингом IWF.
| Спортсмен  | Категория           | Рывок     | Рывок | Толчок    | Толчок | Всего | Место |
| Спортсмен  | Категория           | Результат | Место | Результат | Место  | Всего | Место |
| ---------- | ------------------- | --------- | ----- | --------- | ------ | ----- | ----- |
| Пэк Чу Хё  | Мужчины до 73 кг    |           |       |           |        |       |       |
| Ю Дон Чу   | Мужчины до 89 кг    |           |       |           |        |       |       |
| Чан Ён Хак | Мужчины до 102 кг   |           |       |           |        |       |       |
| Ким Сухён  | Женщины до 81 кг    |           |       |           |        |       |       |
| Пак Хэ Чон | Женщины свыше 81 кг |           |       |           |        |       |       |

## Фехтование
Южная Корея получила по рейтингу FEI право выставить команду и трех участников в мужской и женской сабле, а также в женской шпаге. Также по рейтингу FEI фехтовальщики Южной Кореи получили по одному индивидуальному месту в мужской шпаге и рапире.
| Спортсмен                                    | Дисциплина            | Раунд 64      | Раунд 32        | Раунд 16      | Четвертьфинал | Полуфинал     | Финал / За 3 место | Финал / За 3 место |
| Спортсмен                                    | Дисциплина            | Соперник Счет | Соперник Счет   | Соперник Счет | Соперник Счет | Соперник Счет | Соперник Счет      | Место              |
| -------------------------------------------- | --------------------- | ------------- | --------------- | ------------- | ------------- | ------------- | ------------------ | ------------------ |
| Ким Чэ Вон                                   | Мужчины шпага         |               | Коки Кано 12-14 |               |               |               |                    | 30                 |
| Ха Тхэ Гю                                    | Мужчины рапира        |               |                 |               |               |               |                    |                    |
| Ку Бон Гиль                                  | Мужчины сабля         |               |                 |               |               |               |                    |                    |
| О Сан Ук                                     | Мужчины сабля         |               |                 |               |               |               |                    |                    |
| Пак Сан Вон                                  | Мужчины сабля         |               |                 |               |               |               |                    |                    |
| Ку Бон Гиль О Сан Ук Пак Сан Вон То Гён Тон* | Мужчины сабля команды | —             | —               |               |               |               |                    |                    |
| Сон Се Ра                                    | Женщины шпага         |               |                 |               |               |               |                    |                    |
| Чхве Ин Джон                                 | Женщины шпага         |               |                 |               |               |               |                    |                    |
| Ган Ён Ми                                    | Женщины шпага         |               |                 |               |               |               |                    |                    |
| Сон Се Ра Чхве Ин Джон Ган Ён Ми Ли Хе Ин*   | Женщины шпага команды | —             | —               |               |               |               |                    |                    |
| Юн Чжи Со                                    | Женщины сабля         |               |                 |               |               |               |                    |                    |
| Чхве Се Пин                                  | Женщины сабля         |               |                 |               |               |               |                    |                    |
| Чон Ха Ён                                    | Женщины сабля         |               |                 |               |               |               |                    |                    |
| Юн Чжи Со Чхве Се Пин Чон Ха Ён Чон Ын Хе*   | Женщины сабля команды | —             | —               |               |               |               |                    |                    |

* – Запасные спортсмены